# Владиславово (Полша)
 Тази статия е за града в Полша.  За квартала на Варна вижте Владислав Варненчик (квартал).  
Владиславо̀во (на полски: Władysławowo, до 1952 г. – Wielka Wieś; на кашубски: Wiôlgô Wies; на немски: Großendorf) е град в Северна Полша, Поморско войводство, Пушки окръг. Административно е обособен в самостоятелна градска община с площ 39,22 км2. Към 2012 година населението му възлиза на 15 328 жители.